# 孔颖超
孔颖超（1982年10月9日—），中国冬季两项运动员，内蒙古通辽人。

## 生平
1999年进入国家队，最好成绩为2004/2005世界杯竞速赛亚军。2010年冬奥会上得到冬季两项7.5公里竞速赛第61名。